# Capraia
Capraia ist eine italienische Insel im Tyrrhenischen Meer und gehört zum Toskanischen Archipel. Die Insel bildet mit einigen vorgelagerten, unbedeutenden Eilanden das Gebiet der Gemeinde Capraia Isola (Provinz Livorno, Toskana) mit 371 Einwohnern (Stand 31. Dezember 2023).

## Lage und Daten

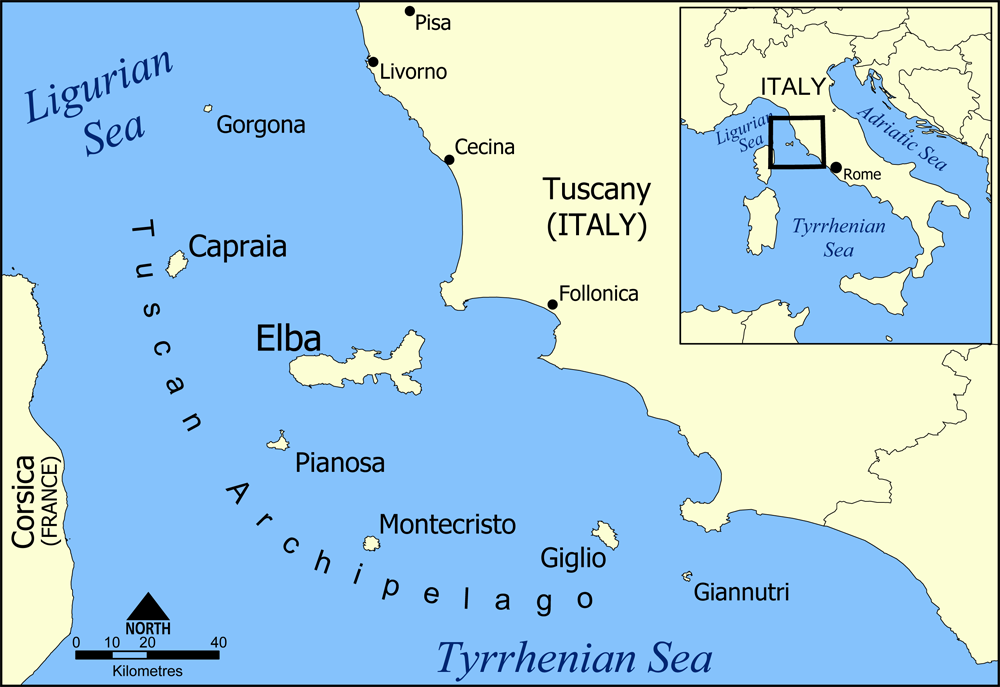
Karte des Toskanischen Archipels

Capraia liegt zwischen dem Cap Corse im Norden Korsikas und dem italienischen Festland. Geographisch zählt Capraia zu den Tyrrhenischen Inseln. Ihr Ursprung geht auf mehrere heftige Vulkanausbrüche zurück, die sich vor neun Millionen Jahren ereigneten. Die heute etwa 20 km² große Insel wird von einem schroffen Gebirge geprägt, als höchster Berg erhebt sich der Monte Castello mit 447 m Höhe. Den Küstenstreifen bildet eine zerklüftete Steilküste, die kaum von Buchten unterbrochen wird und der nur wenige unbedeutende Inselchen und Felsen vorgelagert sind. Die Cala Rossa ist der Überrest eines ins Meer abgestürzten Vulkankegels.

## Geologie
Capraia ist ausschließlich vulkanischen Ursprungs und wird entweder zur Korsischen oder zur Toskanischen Magmenprovinz gerechnet. Ihre überwiegend kalkalkalischen Magmen bildeten sich ab dem Tortonium – gegen Ende der miozänen Kompressionsphase im Gebiet der nördlichen Tyrrhenis. Vorangegangen war während des Burdigaliums die gegen den Uhrzeigersinn gerichtete Rotation des Korsosardischen Mikrokontinents sowie die in seinem östlichen Vorfeld stattfindende Deckenstapelung des langsam entstehenden Apenninenorogens. Neu einsetzende Krustendehnung im Backarcbereich des Apenninenbogens ermöglichte es jetzt dem angestauten Magma an Bruchsystemen im Untergrund von Capraia aufzudringen. Mittels an mehreren Förderzentren und Lavadomen ausgetretenen, sich überlappenden Lava-, Aschen- und Blockflüssen sowie pyroklastischen Ablagerungen baute sich ein asymmetrischer Stratovolkan auf – der Capraia-Vulkan.
Die geförderten Laven bestehen petrologisch aus kaliumreichen Andesiten, Daziten und Rhyolithen, können aber teils auch in die TAS-Felder Latit und Trachyt überwechseln. Die mineralogische Struktur der Vulkangesteine ist generell porphyritisch und wird von Plagioklas-Phänokristallen beherrscht, zu denen sich Klinopyroxen, Orthopyroxen und Biotit gesellen. Vereinzelt treten auch Olivin und Amphibol hinzu.
Auf Capraia lassen sich zwei Eruptionsphasen unterscheiden, die von einer rund 3 Millionen Jahre dauernden Förderpause voneinander getrennt werden. In der von 7,59 bis 7,25 Millionen Jahre BP dauernden ersten und wesentlich bedeutenderen Phase wuchs über einer sich mehrere hunderte Meter über den umgebenden Meeresboden erhebenden untermeerischen Basis allmählich der den Großteil der Insel aufbauende Stratovulkan heran. Dieser Sockelbereich ist vermutlich älter und geht womöglich bis 8,3, womöglich auch bis 9,5 Millionen Jahre BP zurück.
Im Zancleum um 4,6 Millionen Jahre BP  entstand dann im äußersten Süden der Insel der Zenobito-Vulkan mit vorwiegend shoshonitischer und untergeordnet trachybasaltischer  und seltener basaltandesitischer Zusammensetzung. Der Zenobito-Vulkan ist ein kleines monogenetisches, am Punto dello Zenobito gelegenes Förderzentrum. Es bestand einst aus einem subaerischen Aschenkegel, der seinerseits von einer Wechselfolge von dünneren Lavaflüssen und Scorialagen überdeckt wurde. Die sehr starke Meereserosion brachte dieses Vulkanzentrum jedoch bald zum Einsturz, so dass heute nur noch der ehemalige Förderschlot mit der Nordseite des Aschenkegels und seiner Deckschichten erhalten geblieben sind.

## Impressionen

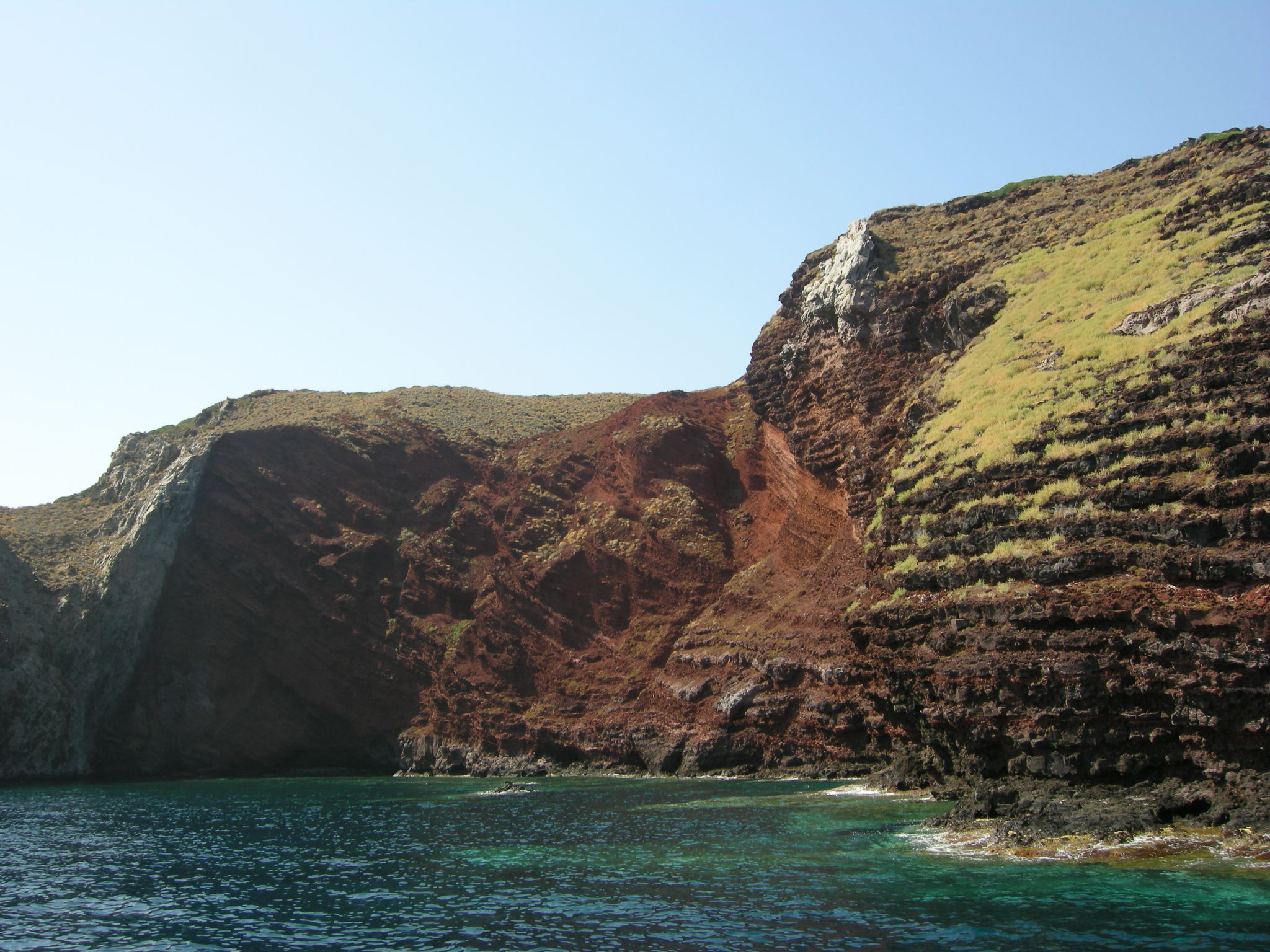
Die Cala Rossa
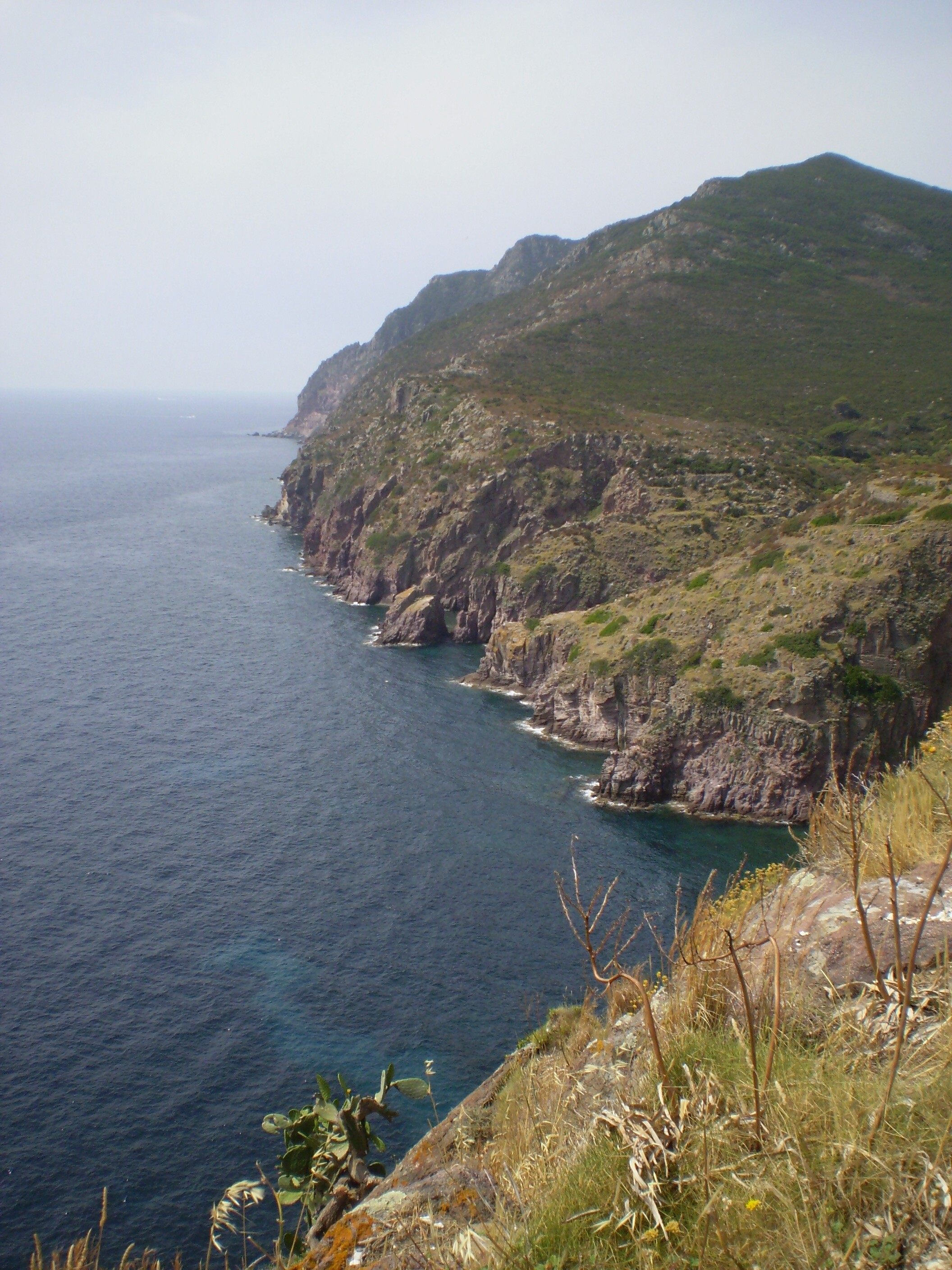
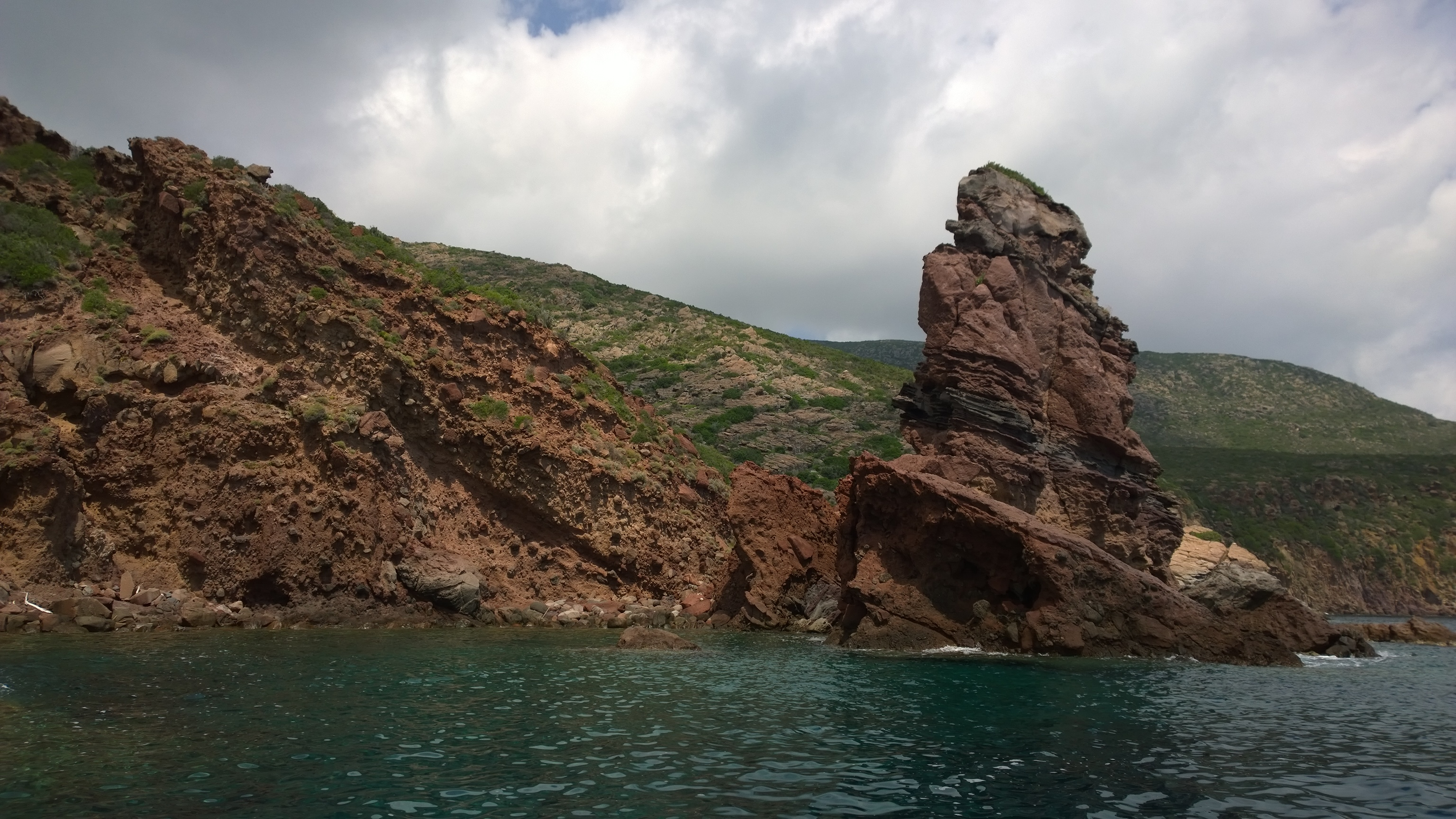
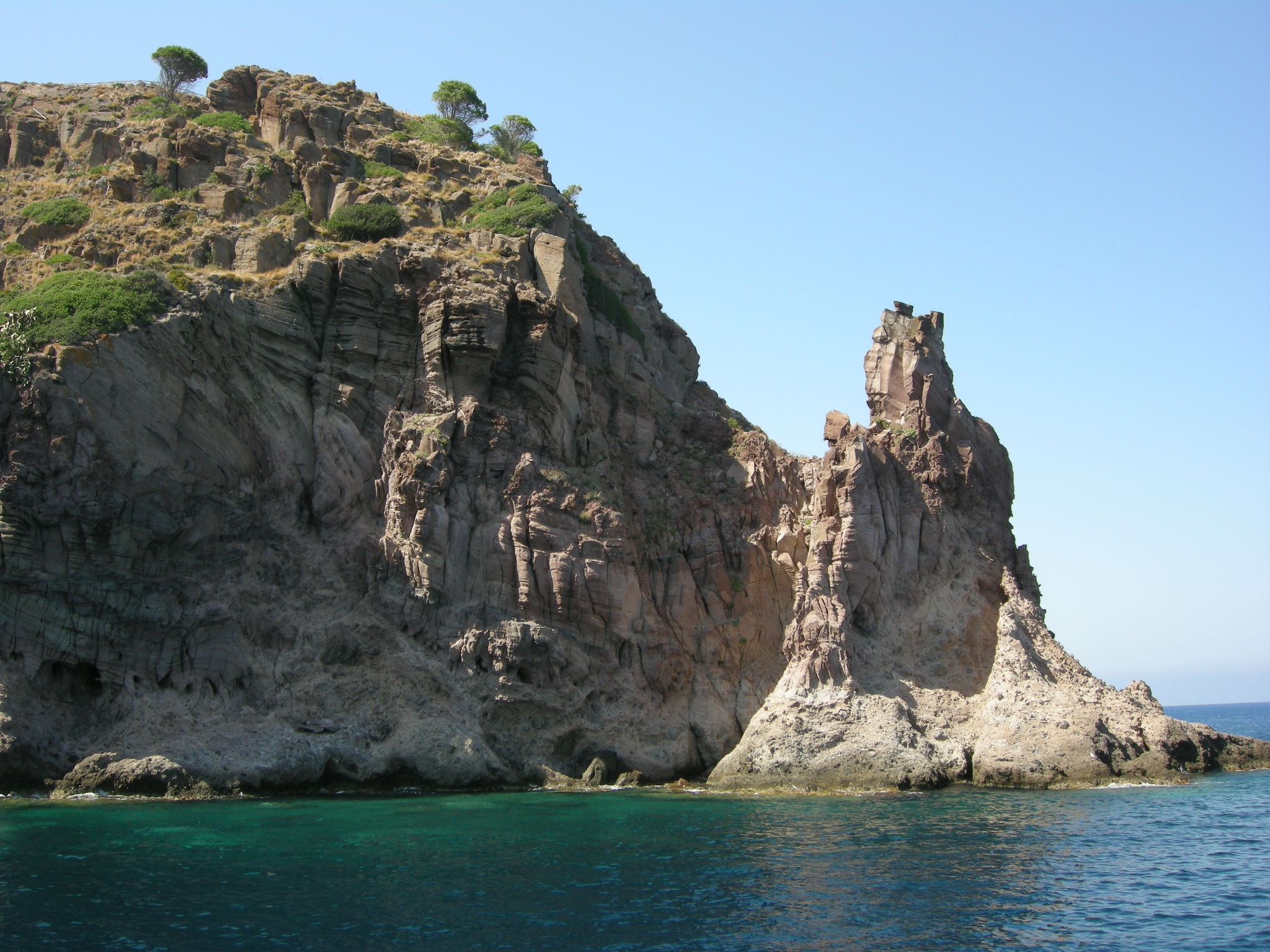
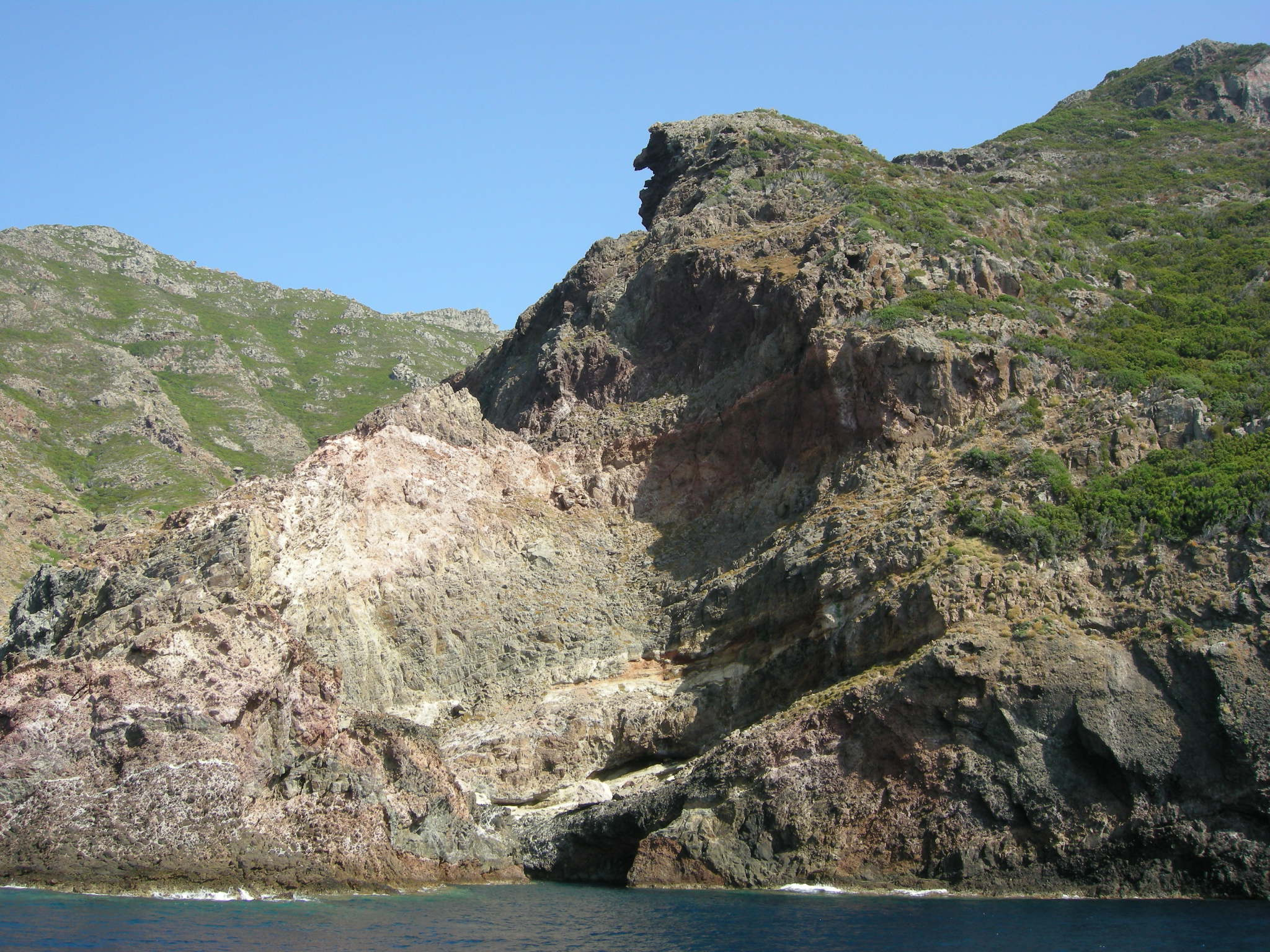
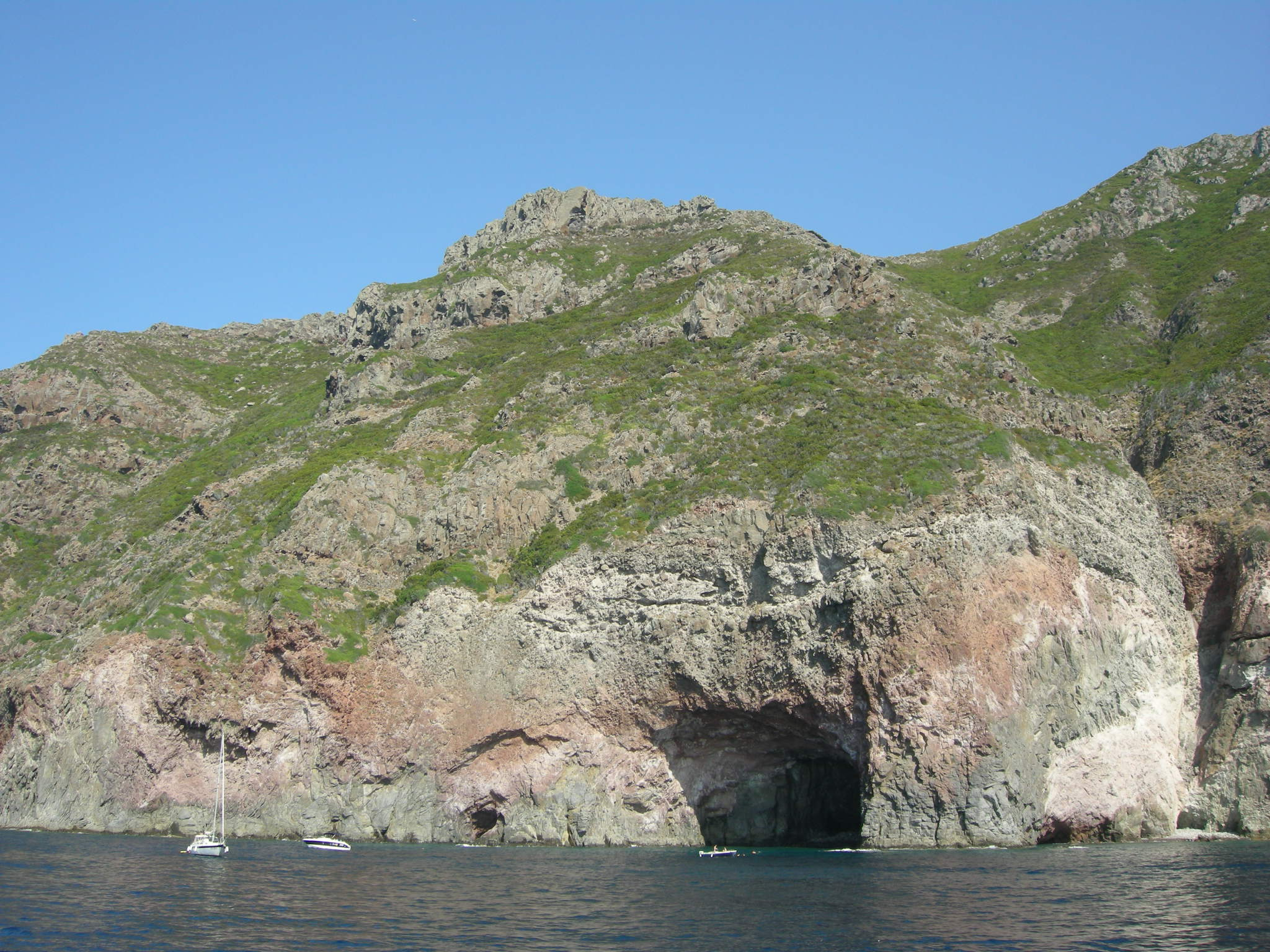

## Geschichte

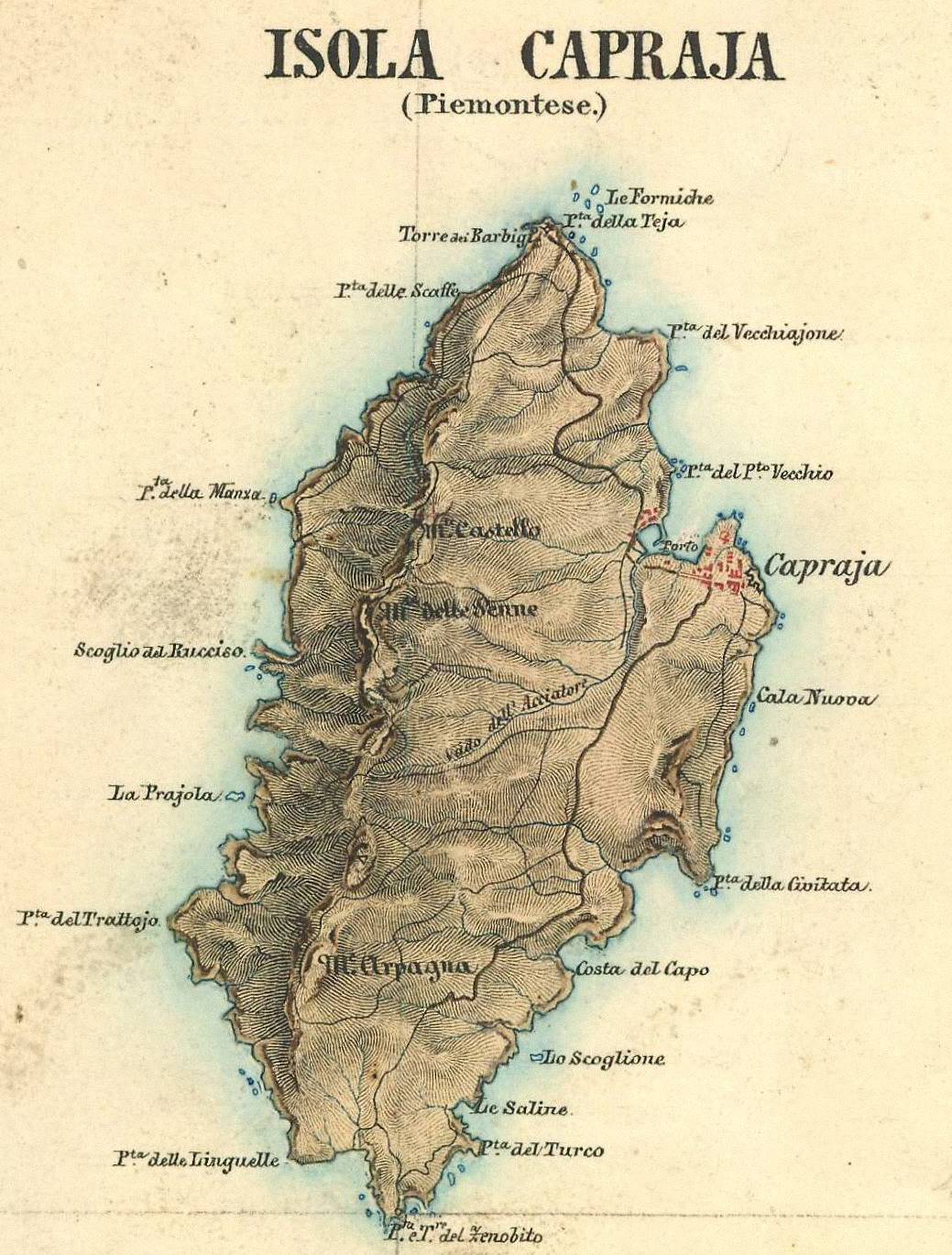
Kartografische Abbildung aus dem Jahr 1842

Von den Griechen wurde die Insel Aegylon (Αηγυλον) genannt, von den Römern Capraria – beide Namen verweisen vermutlich auf die Präsenz wilder Ziegen auf Capraia (it. capra = Ziege). Eine andere Theorie geht davon aus, dass sich der Name von der altmediterranen Wurzel *karpa mit der Bedeutung Fels, Stein ableitet.
Im Mittelalter war die Insel zunächst eine Basis sarazenischer Piraten, dann stand sie unter der Herrschaft von Pisa, nach der Schlacht von Meloria (1284) kam sie zu Genua. Obwohl Capraia administrativ zu Korsika gehörte, verblieb das Eiland auch nach 1768 bei Genua und kam nicht zu Frankreich.
Nach der Einigung Italiens (siehe Risorgimento) war die Insel bis zum 15. November 1925 Teil der Provinz Genua, erst dann kam sie zur Toskana. Vom Zweiten Weltkrieg an bis 1986 war die Insel landwirtschaftliche Strafkolonie.
Der größte Teil der Insel – alles bis auf das Gebiet des Hauptortes und des Hafenquartiers mit ca. 120 Einwohnern – gehört zum 1989 gegründeten Nationalpark Parco nazionale dell’Arcipelago Toscano.

## Verkehr
Erreichbar ist die Insel mit Fähren von Livorno:
- Autofähre der Reederei Toremar ganzjährig, Überfahrt ca. 2,5 Stunden
- Schnelle Personenfähre der Reederei Navigazione Golfo dei Poeti in den Sommermonaten, Überfahrt ca. 1,5 Stunden